# Красная церковь (Оломоуц)
Красная церковь (чеш. Červený kostel) — бывший протестантский храм в городе Оломоуц (Чешская Республика).
Церковь была построена в 1901—1902 годах немецким архитектором Максом Леве. Её посещали местные немецкоговорящие жители. После Второй мировой войны немцы были депортированы и церковь перешла к чешским протестантам.
В 1959 году храм был передан в университетскую библиотеку города Оломоуц. Теперь в нём хранятся научные архивы.